# Harald Faber
Harald Nicolai Faber, född 7 juli 1856 i Odense, död 25 november 1943, var en dansk jordbrukskonsulent. Han var bror till Knud och Svend Aage Faber samt sonson till Nicolai Faber.
Efter kandidatexamen vid Polyteknisk Læreanstalt verkade Faber flera år som kemist, dels i Philadelphia, dels i London. År 1888, vid tiden för omläggningen av det danska lantbruket till huvudsakligen animalisk produktion för export, anställdes Faber som konsulent i Storbritannien. Det var till stor del hans förtjänst, att den danska produktionen så väl anpassades till den brittiska marknaden och vann så högt anseende där.